# كارل فريدريك ماير
كارل فريدريك ماير (بالإنجليزية: Karl Friedrich Meyer)‏ هو عالم أمراض وطبيب بيطري أمريكي وسويسري، ولد في 19 مايو 1884 في بازل في سويسرا، وتوفي في 27 أبريل 1974 في سان فرانسيسكو في الولايات المتحدة.